# Winthemia ciligera
Winthemia ciligera là một loài ruồi trong họ Tachinidae.